# Forteresse de Montfrault
La forteresse de Montfrault est un ancien château fort construit au milieu du Xe siècle sous le comte Thibaud Ier de Blois, dit le Tricheur, pour protéger ses terres. Aujourd'hui en ruines, le fort était situé à l'entrée sud-est de l'actuel parc de Chambord.

## Histoire
Selon l'historien blésois Louis de La Saussaye, Montfrault serait un domaine plus récent que Chambord, déjà mentionné chez les Romains en tant que Camboritum, lui-même dérivant du terme gaulois Camboritu, signifiant « gué du méandre », en référence au Cosson qui y passe. À son avis, l'orthographe Montfrault découlerait quant à lui de Montferaut qui viendrait de Mons Feraldi, et rappelait un possesseur d'origine germanique.
Selon la tradition, le château de Montfrault aurait été érigé au milieu du Xe siècle par le premier comte de Blois, Thibaud Ier, surnommé le Tricheur.
Dans une charte de l'an 1190 signée du comte Thibaut V, dit le Bon, le domaine est dénommé « Chambord-Montfrault ».
Plus tôt, le couple de forts de Montfrault et Chambord constituaient déjà l'une des quatre forteresses qui gardaient le comté de Blois, selon Georges Touchard-Lafosse, avec :
- Chambord et Montfrault, à l'est,
- Les Montils, au sud,
- Chaumont, à l'ouest,
- Bury, au nord.

Au XIIe siècle déjà, Montfrault était devenu un lieu synonyme de festivités pour les Thibaldiens. En 1205, la comtesse Catherine, alors veuve de Louis, préféra trouver de l'accalmie à Chambord le temps de faire son deuil. Après avoir administré la régence du comté pendant la minorité de Thibaud VI, le Jeune, Catherine se serait définitivement installée à Chambord, après quoi Montfrault semble avoir été abandonné par la maison de Châtillon.
Entre-temps, le domaine avait été doté d'une enceinte fortifiée et cédé à l'Hôtel-Dieu de Blois, mais les comtes Gautier II et Marie d'Avesnes le rachètent en 1233,. Le fief est alors décrit comme dépendant de Chambord.
Alors en route pour Poitiers, le roi Philippe IV le Bel séjourne à deux reprises à Montfrault : d'abord du 14 au 15 novembre 1303 puis le 24 juillet 1308.
Le château est mentionné au début du poème « Le Tournoi des dames », écrit en octobre 1327 par Watriquet de Couvin, alors ménestrel du comte Guy Ier :
En l’an de la grace greigneur

Mil et .CCC. Nostre Seigneur

XX et VII, ou milieu d’octembre,

A Montferaut, si qu’il me membre,

Em Blezois iere avec le conte,

Devant cui je contai maint conte,

Mains biaus exemples et mains dis,

Fais de nouvel et de jadis.
À l'image du reste du comté, le domaine devient propriété de la deuxième maison d'Orléans en 1397.
Sous le duc Louis II d'Orléans, devenu le roi Louis XII en 1498, le domaine semble avoir été renové car il fait partie des pavillons de chasse favoris de la cour. Le château de Chambord, tel qu'aujourd'hui, n'est en effet construit qu'à partir de 1519, sous son successeur François Ier, et son mur d'enceinte dès 1524.
Dans le cadre de la construction de nouveaux aménagements souhaités par le ministère de la Guerre au profit du château de Chambord, le château de Montfrault a été démantelé à partir de 1778, jusqu'en 1784.

## Dans la culture
L'édifice, aujourd'hui à l'état de ruines à l'abandon, est inclus dans l'enceinte du parc de Chambord, dans une section dont l'accès est fermé au grand public.
Au Moyen Âge, le château aurait été demeure d'une maîtresse de l'un des comtes de Blois. Plus tard, est similairement mentionné l'amant de la marquise de Clermont-Tonnerre.
Selon la légende locale de la Chasse Infernale de Thibaud le Tricheur, les ruines de Montfrault seraient, avec celles de Nury et de Bury également, l'un des lieux de résidence de l'esprit maudit du premier comte de Blois, qui hanterait chaque nuit vers minuit les forêts du pays blésois,.